# Кечмания 10
Кечмания 10 (на английски: WrestleMania X) е десетото годишно pay-per-view събитие от поредицата Кечмания, продуцирано от Световната федерация по кеч (WWF). Събитието се провежда на 20 март 1994 г. в Медисън Скуеър Гардън, Ню Йорк.

## Обща информация
Централният фокус на събитието е Световната титла в тежка категория на WWF, която е защитена в два мача. Лекс Лугър първо предизвиква шампиона Йокозуна, но е дисквалифициран за удряне на съдията. По-късно вечерта, Брет Харт се изправя срещу Йокозуна и печели титлата. Това води до продължителна вражда между Брет и брат му Оуен Харт, който побеждава Брет в началния мач на събитието.
На това събитие са изтъкнати и няколко други големи вражди. Рейзър Рамон побеждава Шон Майкълс в мач със стълби за Интерконтиненталната титла на WWF. Бам Бам Бигелоу си отмъщава на Дуинк Клоуна, като се обединява с Луна Вашон. Ренди Савидж побеждава Кръш в мач тушовете важат навсякъде.
Кечмания 10 е първото издание на събитието, което не включва Хълк Хоган, който е дефиниран като лицето на WWF, след като напуска през 1993 г., тази роля се прехвърля към Брет Харт. Тук също е и последния телевизионен мач на Ренди Савидж за компанията.

## Резултати
| №                                                                        | Резултати | Правила                                                                                                  | Време      |
| ------------------------------------------------------------------------ | --- | --- | ---------- |
| 1Т                                                                       | Небесните тела (Джими Дел Рей и Том Причард) (с Джим Корнет) побеждават Дърварите (Дърваря Буч и Дърваря Люк) | Отборен мач                                                                                              | Неизвестно |
| 2                                                                        | Оуен Харт поб. Брет Харт                                                                                      | Индивидуален мач                                                                                         | 20:21      |
| 3                                                                        | Бам Бам Бигелоу и Луна Вашон поб. Дуинк Клоуна и Динк Клоуна                                                  | Смесен отборен мач                                                                                       | 06:09      |
| 4                                                                        | Ренди Савидж поб. Кръш (с Мистър Фуджи)                                                                       | Мач Тушовете важат навсякъде                                                                             | 09:49      |
| 5                                                                        | Алъндра Блейзи (ш) поб. Лейлани Кай                                                                           | Индивидуален мач за Титлата при жените на WWF                                                            | 03:20      |
| 6                                                                        | Мъже на мисия (Мейбъл и Mo) (с Оскар) поб. Квебеците (Жак и Пиер) (ш) (с Джони Поло) чрез отброяване          | Отборен мач за Световните отборни титли на WWF                                                           | 07:41      |
| 7                                                                        | Йокозуна (ш) (с Мистър Фуджи и Джим Корнет) поб. Лекс Лугър чрез дисквалификация                              | Индивидуален мач за Световната титла в тежка категория на WWF с Мистър Пърфект като специален гост съдия | 14:40      |
| 8                                                                        | Земетресението поб. Адам Бомб (с Харви Уипълман)                                                              | Индивидуален мач                                                                                         | 00:35      |
| 9                                                                        | Рейзър Рамон (ш) поб. Шон Майкълс (с Дизел)                                                                   | Мач със стълби за Интерконтиненталната титла на WWF                                                      | 18:47      |
| 10                                                                       | Брет Харт поб. Йокозуна (ш) (с Мистър Фуджи и Джим Корнет)                                                    | Индивидуален мач за Световната титла в тежка категория на WWF с Роди Пайпър като специален гост съдия    | 10:38      |
| - (ш) – указва шампиона/шампионите в мача - Т – показва, че мача е тъмен | | |            |